# Lars Paaske
Lars Paaske (Hørsholm, 18 januari 1976) is een Deense badmintonner.
In 2002 boekte Paaske zijn eerste grote overwinning: aan de zijde van Jonas Rasmussen won hij de German Open in Hamburg.
De daaropvolgende jaren slaagde Paaske erin om op regelmatige basis van zich te laten spreken door goede prestaties op diverse belangrijke toernooien, voornamelijk in het herendubbelspel.
Hij won het herendubbel op het WK in Birmingham in 2003, opnieuw aan de zijde van Rasmussen.
Een jaar later was er op het EK brons weggelegd voor Paaske en Rasmussen.
Paaske nam ook deel aan de Olympische Spelen in 2004. In het herendubbel werden Ramussen en hij uitgeschakeld in de achtste finales.
In 2006 haalde hij aan de zijde van Rasmussen opnieuw brons op een WK.

## Belangrijkste resultaten

### Kampioenschappen
| Jaar | Wereldkampioenschappen | Europese kampioenschappen |
|      | heren dubbel           | heren dubbel              |
| ---- | ---------------------- | ------------------------- |
| 2003 | Goud                   |                           |
| 2004 |                        | Brons                     |
| 2006 | Brons                  |                           |
| 2008 |                        | Goud                      |

### Andere toernooien
| Jaar | Heren dubbel                                    | Gemengd dubbel |
| ---- | ----------------------------------------------- | -------------- |
| 1999 | Denmark Open                                    |                |
| 2001 | Denmark Open                                    |                |
| 2002 | German Open                                     |                |
| 2003 | Singapore Open · China Open                     |                |
| 2004 | Denmark Open                                    |                |
| 2005 | Thailand Open · All England Open · Denmark Open | Denmark Open   |
| 2006 | Singapore Open · Denmark Open                   |                |